# Mitezza

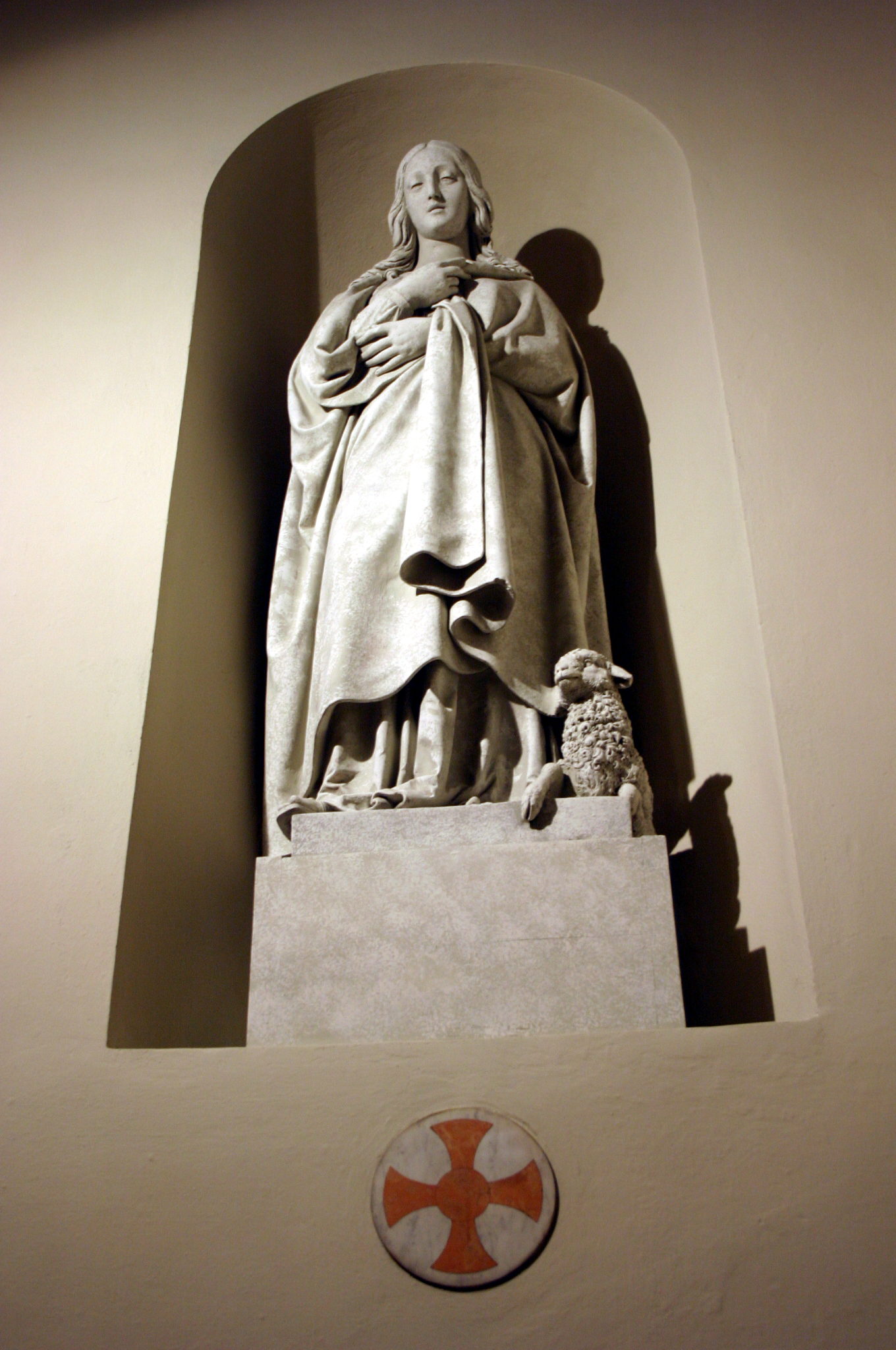
Allegoria della mitezza. Milano, chiesa di San Carlo al Corso.

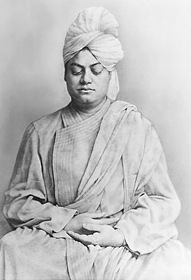
La meditazione è considerata dalle filosofie orientali una via per raggiungere la mitezza

La mitezza è il comportamento o la virtù di chi non indugia alla violenza, mantenendo un atteggiamento pacato e paziente. In ambito filosofico e religioso viene considerata una virtù etica. In ambito etologico e psicologico viene contrapposta all'aggressività.

## Virtù
La mitezza è una virtù etica contemplata e praticata nell'ambito di varie religioni e filosofie, in special modo quelle orientali, in primo luogo nel Giainismo, ma anche nel Buddismo e nel Taoismo. In ambito occidentale la mitezza compare come un valore nella predicazione di Gesù nel Vangelo secondo Matteo (5, 5; 11, 29) ed è considerata da San Paolo uno dei frutti dello Spirito Santo (Lettera ai Galati, 5, 22).
Consiste nell'avere un comportamento caratterizzato da gentilezza, dolcezza e pacatezza, nei confronti di ogni essere vivente. E inoltre nell'astenersi da reazioni violente nei confronti della condotta altrui e nello stare lontani da ogni eccesso.

## Categoria etologica
La mitezza è una categoria etologica che caratterizza un tipo di comportamento animale contrapposto all'aggressività. Per quanto essa abbia trovato applicazione specialmente in ambito antropologico, nella realtà la mitezza viene considerato come un correlato della natura non-predatoria, ed eminentemente vegetariana, di una specie animale. È quindi in senso analogico e metaforico che un uomo viene definito un "agnello" oppure un "lupo", travalicando la lettura etologica (e quindi scientifica), per entrare in quella psicologica e sociologica (quindi etica).